# Penisvergrößerung
Penisvergrößerung bezeichnet unterschiedliche Methoden, deren Ziel die Vergrößerung des menschlichen Penis ist.
Die dabei eingesetzten Techniken reichen von manuellen Übungen und Anwendungen diverser Geräte bis hin zu plastisch-chirurgischen Eingriffen. Abgesehen von solchen chirurgischen Eingriffen ist die Wirksamkeit nicht belegt. Spezielle chirurgische Verfahren (Phalloplastie) werden in einigen Fällen zur Behandlung eines echten Mikropenis angewandt.
Von Methoden, die den Penis dauerhaft – also auch im schlaffen Zustand – vergrößern, sind solche zu unterscheiden, die eine besonders feste oder eine besonders lange Erektion herbeiführen sollen. In letzterem Fall werden ähnliche oder gleiche Methoden eingesetzt wie jene, die medizinisch zur Behandlung der erektilen Dysfunktion (Impotenz) eingesetzt werden. Diese Methoden werden im Artikel Potenzmittel beschrieben.
Ein eindeutiger Zusammenhang zwischen der Penisgröße im schlaffen und jener im erigierten Zustand besteht nicht. Da die Penislänge beim Mann ähnlich wie die Brustgröße bei der Frau aber als ein „identitätsstiftendes“ sekundäres Geschlechtsmerkmal empfunden werden kann, stoßen kommerzialisierte Angebote auf eine Nachfrage. Massenhaft werden Mittel zur angeblichen „Penisvergrößerung“ in Spam-E-Mails beworben.

## Operative Methoden
Die Studienlage in der Genitalchirurgie ist schlecht. Patienten für eine Studie in diesem Bereich sind kaum zu finden.
Der Wunsch, eine Penisvergrößerung vorzunehmen, entspringt oft aus einer Dysmorphophobie (Angst vor oder große Unzufriedenheit mit dem eigenen Körper) des Betroffenen. Allerdings kann ein erfolgreicher Eingriff bei sorgfältig ausgewählten Patienten zu einem erhöhten Wohlbefinden führen. Umgekehrt waren viele Patienten nach der Operation trotz eines objektiv messbaren Erfolgs mit dem Ergebnis nicht zufrieden. Auch wurden in der genannten Studie Fälle ermittelt, bei denen sogar eine Verkleinerung festgestellt wurde. Dazu kommt das generelle Risiko einer Operation.
Ein operativer Eingriff zur Vergrößerung des Penis sollte kritisch hinterfragt werden. Die Autoren der Studie empfehlen eine vorausgehende psychologische Beratung.

### Penisaugmentation
Die operative Penisvergrößerung, fachlich korrekt Penisaugmentation genannt, existiert seit etwa 50 Jahren. Die Penisverdickung mit Eigenfett wird in einem Fachbuch als „Goldstandard“ bezeichnet.

#### Verfahren
Moderne Verfahren zur Penisaugmentation ändern die bisherige Technik hin zu mikrochirurgischen, ambulant durchführbaren Eingriffen. Ähnlich vieler chirurgischer Eingriffe ist die Penisaugmentation mittlerweile auch mittels örtlicher Betäubung durchführbar. Zur Verlängerung des Penis wird dessen vorderes Halteband (Ligamentum suspensorium penis) durchtrennt und – unter Verwendung von körpereigenem Material – eine neue Befestigung geschaffen. Ein sogenannter „Schwenklappen“ entsteht. Die Peniswurzel mit ihren Nerven- und Gefäßeintritten bleibt vollständig unberührt. Im Grunde nutzt man einen geometrischen Trick aus, indem man den vorderen inneren Verlauf des Penis begradigt und somit einen Anteil des innen liegenden Teils „herausschiebt“. Eine Folge ist eine leichte Abflachung des Erektionswinkels um etwa 15 Grad.
Bei stark übergewichtigen Patienten kann es dazu kommen, dass durch Fettgewebe im Bereich des Schamhügels der Penis ganz oder teilweise „begraben“ wird. Dieses Phänomen ist als „buried penis“ bekannt und darf nicht fälschlicherweise als Mikropenis diagnostiziert werden. Durch eine Schamhügelreduktion kann das Fettdepot, das den Penis umringt, abgesaugt (Liposuktion) oder operativ entfernt werden, sodass der Penis wieder an visueller Länge gewinnt.
Die Verdickung erfolgt heute in den allermeisten Fällen durch eine autologe Fettgewebstransplantation, also eine Verpflanzung von Fettgewebe, das zuvor am Oberschenkel mit einer dünnen Kanüle entnommen wurde. Bei der Verdickung ist zu beachten, dass es dabei mehrere technische Ansätze zur Durchführung einer Verdickung mit Fett gab. Letztlich bewährt hat sich nur die Methode, bei der das Fett filtriert wird. Hatte man am Anfang noch Bedenken, dass dies die sensiblen Fettzellen zerstören würde, weiß man heute, dass dem nicht so ist und im Gegenteil die Filterung die Voraussetzung für ein dauerhaftes Vorgehen ist. Bei der Filterung werden nämlich die Fragmente anderer Zellen entfernt, die mit ihren Oberflächenantigenen den Körper aufforderten, sie schnell abzubauen (wobei auch das Fettgewebe verloren ging). Im Anschluss an die Operation muss ein im Druck abgestufter Druckverband für eine Woche getragen werden. Dieser ist für das Gelingen ebenso erforderlich wie die korrekte Durchführung.
Alternativ kann zur Verdickung der Einbau einer Biopolymermatrix (Scaffold) erfolgen; dieses Verfahren ist relativ neu, der Erfolg bleibt abzuwarten. Körperfremde Materialien wie zum Beispiel Silikon oder Paraffin kamen, außer zu Beginn in Russland, nie für die Penisaugmentation zum Einsatz. Sie haben sich nicht bewährt. Die Verwendung körpereigenen Gewebes erbringt deutlich bessere Ergebnisse.
Die Penisaugmentation wird in der Regel ambulant durchgeführt.
Bis in die 1950er Jahre hinein wurde die Penisaugmentation auch durch Injektion mit Paraffin durchgeführt. Dieses Verfahren hat jedoch schwerwiegende Komplikationen zur Folge und führt in den meisten Fällen zu Paraffinomen des Penis. In einigen osteuropäischen Ländern und in Korea wird die Methode – im Wesentlichen von Nicht-Medizinern – teilweise noch heute praktiziert.

#### Ergebnisse
Allgemein kann gesagt werden, dass die Ergebnisse der operativen Penisaugmentation durch die mikrochirurgischen Verfahren in den letzten 15 Jahren deutlich besser geworden sind. Generell bewirkt die Operation eine stärkere Vergrößerung im schlaffen Zustand (prozentual), je nach anatomischen Verhältnissen bis hin zur Verdoppelung der Länge. Der Zuwachs im erigierten Zustand liegt je nach Ausgangslage zwischen zwei und vier Zentimetern.

#### Kosten
Wie bei fast jeder Schönheitsoperation muss auch hier der Patient die Kosten der Operation selbst tragen, er wird nur in Ausnahmefällen von den privaten oder den gesetzlichen Krankenkassen eine Zusage für eine Kostenübernahme erhalten. Eine Penisvergrößerung inklusive Penisverdickung kostet etwa 7500 Euro (Stand: 2008) aufwärts. Die Vergrößerung des Peniskopfes wird mit etwa 3900 Euro (Stand: 2008) angegeben.

## Mechanische Methoden
Mechanische Hilfsmittel sind Penisstrecker, die zu einer dauerhaften Verlängerung des Penis führen sollen, und Vakuum-Penispumpen, die neben der Erektionsförderung durch eine Gewebedehnung auch zu einer dauerhaften Vergrößerung führen sollen. Daneben werden manuelle Methoden (Stretching, um das Glied zu verlängern, bzw. Jelq-Massage, um das Glied zu verdicken) empfohlen. Die Anwendung der mechanischen Methoden ist risikobehaftet. Zuverlässige Belege für die Erzielung der erwünschten Wirkungen liegen nicht vor.
Eine weitere Methode besteht in der Anhängung von Gewichten an den nicht erigierten Penis. Ein Erfolg dieser Methode ist völkerkundlich nachgewiesen. Quellen berichten, dass die heiligen Sadhus in Indien oder die Karamojong in Nord-Uganda durch jahrelanges, kurz vor der Pubertät begonnenes Anbringen von Gewichten zur Penisverlängerung Längen von bis zu 45 Zentimetern erreichen.
Auf die Wirkung von Gewichten (Zug) auf Körperteile gehen auch sogenannte Penis-Streckapparate zurück. Sie wurden ursprünglich zur Korrektur der Narbenkontraktion nach Penisvergrößerungsoperationen entwickelt und finden hierbei weltweit Einsatz. Narbengewebe ist ein einfach strukturiertes Reparaturgewebe, welches offenbar sehr gut auf permanente Krafteinwirkung reagiert.
Seit einigen Jahren werden solche Streckgeräte zur Penisvergrößerung ohne Operation angeboten.

## Evolutionärer Hintergrund
Nach dem Buch Der dritte Schimpanse: Evolution und Zukunft des Menschen von Jared Diamond gibt es im Gegensatz zur weiblichen Brust keine intensive Beschäftigung und umfassende Theorie zur Deutung der vergleichsweise großen Penislänge beim Menschen. Helen Fisher sieht einen Vorteil eines längeren Penis vor allem dann, wenn Frauen sich häufiger mit anderen Männern paaren, und vermutete, männliche Anthropologen wollten sich damit eher nicht beschäftigen.